# Víctor Tomás
Víctor Tomás González (ur. 15 lutego 1985 roku w Barcelonie) – hiszpański piłkarz ręczny, reprezentant kraju. Obecnie występuje w hiszpańskiej Lidze ASOBAL, w drużynie FC Barcelona Intersport. Występuje na pozycji prawoskrzydłowego.
Podczas Igrzysk Olimpijskich 2008 w Pekinie zdobył brązowy medal olimpijski.

## Sukcesy

### reprezentacyjne
- 2008: brązowy medal olimpijski
- 2011: brązowy medal mistrzostw świata
- 2013: złoty medal mistrzostw świata

### klubowe
- 2003: puchar EHF
- 2003, 2006, 2008, 2009: superpuchar Hiszpanii
- 2005, 2011, 2015: zwycięstwo w Lidze Mistrzów
- 2003, 2006, 2011: mistrzostwo Hiszpanii
- 2004, 2007, 2009, 2010: puchar Króla
- 2008, 2009, 2010: wicemistrzostwo Hiszpanii
- 2010: puchar ASOBAL
- 2010: finalista Ligi Mistrzów
- 2014: brązowy medal Ligi Mistrzów